# 永吉佑也
永吉 佑也（ながよし ゆうや、1991年7月14日 - ）は、鹿児島県出身のバスケットボール選手。ポジションはパワーフォワード/センター。身長198cm、体重115kg。サンロッカーズ渋谷所属。

## 来歴
鹿児島市立緑丘中学校在校時の2005年と2006年、ジュニアオールスターに出場。
2007年4月に延岡学園高校に進学し、1年生時より全国大会出場。3年次のインターハイでは決勝で福岡第一に僅差で敗れて準優勝。
2010年4月、青山学院大学に進学。2012年全日本大学選手権優勝などに貢献した。
2014年4月、東芝ブレイブサンダース神奈川に加入。
2016年9月にチームがプロ化し、「川崎ブレイブサンダース」が発足。プロ契約を果たす。
2017年6月、京都ハンナリーズへ移籍する。
2018年8月、ジャカルタでの第18回アジア競技大会の期間中の問題行動により、１年間（2018年8月29日～2019年8月28日）の公式試合への出場権はく奪に加え、所属する京都ハンナリーズより、出場停止期間中の減俸（出場停止期間中の報酬は、B1リーグ最低年俸（300万円）を日割りした金額とする）と、出場停止期間中の社会奉仕活動への無期限従事の処分が発表された。
2019年4月11日、裁定委員会から日本バスケットボール協会に復権が妥当とする答申が出され、協会の理事会での決議を経て、永吉の処分解除が決まった。
2022年6月、B2ライジングゼファー福岡に移籍。
2023年5月、母校青山学院大学の青山学院記念館をホームアリーナとして使用しているサンロッカーズ渋谷に移籍。

## 日本代表歴
2008年、高校2年生時にU-18日本代表に選ばれ、アジアU-18選手権に出場。2011年、大学2年生時にユニバーシアード日本代表に選出。
大学3年生時の2012年は、8月にウィリアム・ジョーンズカップ日本代表に選出。9月、FIBAアジアカップでは故障者が出たため永吉が追加招集されメンバー入りし準優勝。
2013年、5月の東アジア選手権で3位。
2017年、6月に長野で開催された東アジア選手権で3位。
2018年、8月　第18回アジア競技大会 日本代表に選出
2022年　7月　男子ワールドカップ（W杯）アジア予選日本代表に選出

## 記録
| シーズン    | チーム     | GP | GS | MPG  | FG%  | 3P%   | FT%   | RPG | APG | SPG | BPG | TO  | PPG |
| ----------- | ---------- | -- | -- | ---- | ---- | ----- | ----- | --- | --- | --- | --- | --- | --- |
| NBL 2014-15 | 東芝神奈川 | 51 |    | 12.1 | .397 | .280  | .638  | 1.7 | 0.4 | 0.2 | 0.1 | 0.5 | 2.7 |
| NBL 2015-16 | 東芝神奈川 | 54 | 29 | 15.7 | .438 | .200  | .511  | 2.4 | 0.9 | 0.5 | 0.1 | 0.5 | 3.3 |
| B1 2016-17  | 川崎       | 60 | 1  | 15.1 | .532 | .400  | .795  | 2.1 | 0.7 | 0.2 | 0.1 | 0.4 | 4.5 |
| B1 2017-18  | 京都       | 57 | 56 | 26.5 | .411 | .343  | .681  | 3.9 | 1.6 | 0.5 | 0.2 | 1.2 | 8.2 |
| B1 2018-19  | 京都       | 4  | 0  | 24.2 | .600 | 1.000 | ..571 | 4.2 | 1.2 | 1.0 | 0.8 | 0.2 | 7.5 |

## エピソード
- 2018年3月31日に行われた琉球ゴールデンキングスとのB1リーグ第26節において、自身がアンスポーツマンライクファールを宣告された際に、判定を下した審判員にブーイングするように観客を扇動したことで、2試合の出場停止処分が下された。Bリーグの懲罰規定第5条によると、選手等が審判に対する侮辱や公然の批判行為を行った場合、最低2試合の出場停止処分が下されることになっている[2]。永吉は自身のTwitterをとおして「今回の一件でご迷惑をおかけした人に、深くお詫び申し上げます。今回の処分がなければ、私は同じことをまた繰り返し、見に来てくれた方の誰かに再び、不快な思いをさせていたかもしれません」「今回の処分で私は学び、自分の今後のキャリアにおいてレベルアップに繋げていかなければなりません。滋賀でのゲームに出れませんが、私はチームメイトを信じてます。私が戦えない分、チームをプッシュしてください」と謝罪した[2]。
- 2018年8月、ジャカルタでの第18回アジア競技大会の期間中に、他の３選手と共に代表選手団のウェアを着用したまま歓楽街で買春行為を行っていたことが発覚。行動規範の違反により、他の3選手と共に日本選手団の認定を取り消され帰国した[3][4]。処分として日本バスケットボール協会より１年間（2018年8月29日～2019年8月28日）の公式試合への出場権はく奪に加え、所属する京都ハンナリーズより、出場停止期間中の減俸（出場停止期間中の報酬は、B1リーグ最低年俸（300万円）を日割りした金額とする）と、出場停止期間中の社会奉仕活動への無期限従事の処分が発表された[5]。永吉は処分期間の1/2である半年が経過した時点でJBAの裁定委員会に復権申し立てを行い、裁定委員会から日本バスケットボール協会に復権が妥当とする答申が出され、協会の理事会での決議を経て、処分解除が決まった[6]。永吉は元々は1年の公式試合出場はく奪を全うした上で復帰をする意思であったが、お世話になっている人たちの早期復帰を望む声に後押しされて、半年間での復権申し立てをしたことを明かしている[7]。またこれまでの自分への反省として｢今までは自分のことしか考えていなかったり、ちゃんとした生活をしていなかったり、もちろん試合でも自分勝手なことをやったり、ファンの気持ちを考えずに対応したり、思い返せばそういうことがありました。｣と述べており[7]、｢あれから永吉佑也は変わったと証明できるのなら、それはチャレンジしたいです。｣と、日本代表への復帰を含め、再起を図る心情を語っている[7],2022年7月に、4年ぶりに日本代表に復帰、W杯アジア1次予選、オーストラリア戦と台湾戦に出場した。[8]。
- 2022年現在、佛教大の通信制で高校地理・歴史の教職課程を受講しており、将来は教師になることを志している[9]。